# عبد الكريم برجس
عبد الكريم برجس عز الدين الراوي (توفي في 14 يونيو 2022)، هو قائد راحل في الشرطة العراقية، شغل منصب قيادة شرطة محافظة الأنبار ثم كان أول محافظ للأنبار بعد الغزو الأمريكي للعراق، وبقي في منصبه حتى أغسطس 2004 عندما استقال. وأعلن الراوي استقالته من منصبه بعد اختطفت جماعة التوحيد والجهاد ثلاثة من أبناءه في أواخر شهر تموز/يوليو 2004 واشتراطهم استقالته مقابل إطلاق سراحهم.

## وفاته
توفي يوم الثلاثاء 14 يونيو 2022 بالعاصمة الأردنية عمان.